# Meixi, Guangdong
Meixi (kinesiska: 梅西) är en köping i sydöstra Kina. Den ligger i stadsdistriktet Meixian i staden Meizhou i provinsen Guangdong, omkring 300 kilometer nordost om provinshuvudstaden Guangzhou. Antalet invånare är 22 110. Befolkningen består av 11 192 kvinnor och 10 918 män. Barn under 15 år utgör 16,0 %, vuxna 15-64 år 71 %, och äldre över 65 år 11,0 %.